# Pollestres
Pollestres [pɔjɛstʁ]  est une commune française, située dans l'est du département des Pyrénées-Orientales en région Occitanie. Ses habitants sont appelés les Pollestrencs. Sur le plan historique et culturel, la commune est dans le Roussillon, une ancienne province du royaume de France, qui a existé de 1659 jusqu'en 1790 et qui recouvrait les trois vigueries du Roussillon, du Conflent et de Cerdagne.
Exposée à un climat méditerranéen, elle est drainée par la Canterrane, le Réart et par un autre cours d'eau. La commune possède un patrimoine naturel remarquable composé d'une zone naturelle d'intérêt écologique, faunistique et floristique.
Pollestres est une commune rurale qui compte 5 489 habitants en 2022, après avoir connu une forte hausse de la population depuis 1962. Elle est dans l'unité urbaine de Pollestres et fait partie de l'aire d'attraction de Perpignan. Ses habitants sont appelés les Pollestrencs ou  Pollestrencques.

## Géographie

### Localisation
La commune de Pollestres se trouve dans le département des Pyrénées-Orientales, en région Occitanie.
Elle se situe à 7 km à vol d'oiseau de Perpignan, préfecture du département, et à 9 km de Thuir, bureau centralisateur du canton des Aspres dont dépend la commune depuis 2015 pour les élections départementales.
La commune fait en outre partie du bassin de vie de Perpignan.
Les communes les plus proches sont : 
Canohès (3,1 km), Villeneuve-de-la-Raho (4,1 km), Bages (4,3 km), Ponteilla (4,5 km), Toulouges (4,6 km), Trouillas (5,6 km), Villemolaque (6,0 km), Saint-Jean-Lasseille (6,3 km).
Sur le plan historique et culturel, Pollestres fait partie de l'ancienne province du royaume de France, le Roussillon, qui a existé de 1659 jusqu'à la création du département des Pyrénées-Orientales en 1790 et qui recouvrait les trois vigueries du Roussillon, du Conflent et de Cerdagne.

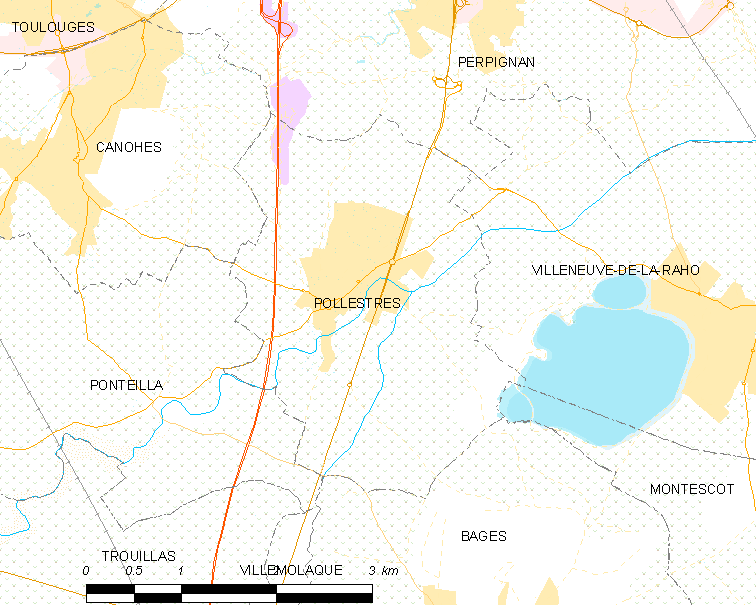
Situation de la commune.

| Canohès   | Perpignan  |                       |
| Ponteilla | Pollestres | Villeneuve-de-la-Raho |
|           | Bages      | Montescot             |

### Géologie et relief
Pollestres est située non loin de la mer : son altitude moyenne est de 43 mètres environ.
La commune est classée en zone de sismicité 3, correspondant à une sismicité modérée.

### Climat
Pour des articles plus généraux, voir Climat de l'Occitanie et Climat des Pyrénées-Orientales.
En 2010, le climat de la commune est de type climat méditerranéen franc, selon une étude du CNRS s'appuyant sur une série de données couvrant la période 1971-2000. En 2020, Météo-France publie une typologie des climats de la France métropolitaine dans laquelle la commune est exposée à un climat méditerranéen et est dans la région climatique Provence, Languedoc-Roussillon, caractérisée par une pluviométrie faible en été, un très bon ensoleillement (2 600 h/an), un été chaud (21,5 °C), un air très sec en été, sec en toutes saisons, des vents forts (fréquence de 40 à 50 % de vents > 5 m/s) et peu de brouillards.
Pour la période 1971-2000, la température annuelle moyenne est de 14,9 °C, avec une amplitude thermique annuelle de 15,6 °C. Le cumul annuel moyen de précipitations est de 592 mm, avec 5,4 jours de précipitations en janvier et 2,6 jours en juillet. Pour la période 1991-2020, la température moyenne annuelle observée sur la station météorologique la plus proche, située sur la commune de Perpignan à 7 km à vol d'oiseau, est de 16,0 °C et le cumul annuel moyen de précipitations est de 578,3 mm,. Pour l'avenir, les paramètres climatiques de la commune estimés pour 2050 selon différents scénarios d’émission de gaz à effet de serre sont consultables sur un site dédié publié par Météo-France en novembre 2022.

### Milieux naturels et biodiversité

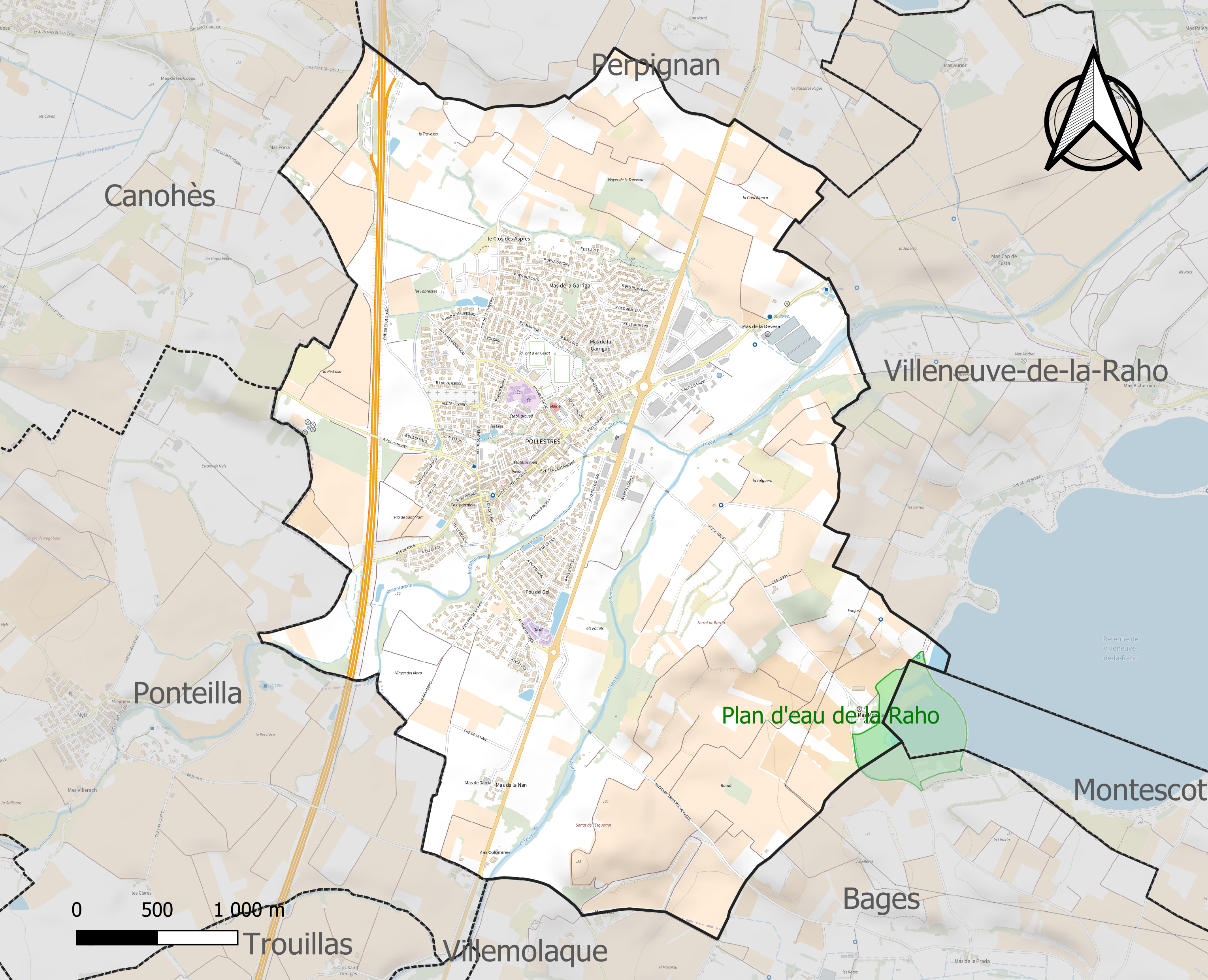
Carte de la ZNIEFF de type 1 localisée sur la commune.

L’inventaire des zones naturelles d'intérêt écologique, faunistique et floristique (ZNIEFF) a pour objectif de réaliser une couverture des zones les plus intéressantes sur le plan écologique, essentiellement dans la perspective d’améliorer la connaissance du patrimoine naturel national et de fournir aux différents décideurs un outil d’aide à la prise en compte de l’environnement dans l’aménagement du territoire.
Une ZNIEFF de type 1 est recensée sur la commune :
le « plan d'eau de la Raho » (20 ha), couvrant 3 communes du département.

## Urbanisme

### Typologie
Au 1er janvier 2024, Pollestres est catégorisée bourg rural, selon la nouvelle grille communale de densité à sept niveaux définie par l'Insee en 2022.
Elle appartient à l'unité urbaine de Pollestres, une unité urbaine monocommunale constituant une ville isolée,. Par ailleurs la commune fait partie de l'aire d'attraction de Perpignan, dont elle est une commune de la couronne,. Cette aire, qui regroupe 118 communes, est catégorisée dans les aires de 200 000 à moins de 700 000 habitants,.

### Occupation des sols
L'occupation des sols de la commune, telle qu'elle ressort de la base de données européenne d’occupation biophysique des sols Corine Land Cover (CLC), est marquée par l'importance des territoires agricoles (78,3 % en 2018), en diminution par rapport à 1990 (87,3 %). La répartition détaillée en 2018 est la suivante : 
cultures permanentes (74,3 %), zones urbanisées (20,3 %), zones agricoles hétérogènes (4 %), zones industrielles ou commerciales et réseaux de communication (1,3 %), eaux continentales (0,1 %). L'évolution de l’occupation des sols de la commune et de ses infrastructures peut être observée sur les différentes représentations cartographiques du territoire : la carte de Cassini (XVIIIe siècle), la carte d'état-major (1820-1866) et les cartes ou photos aériennes de l'IGN pour la période actuelle (1950 à aujourd'hui).

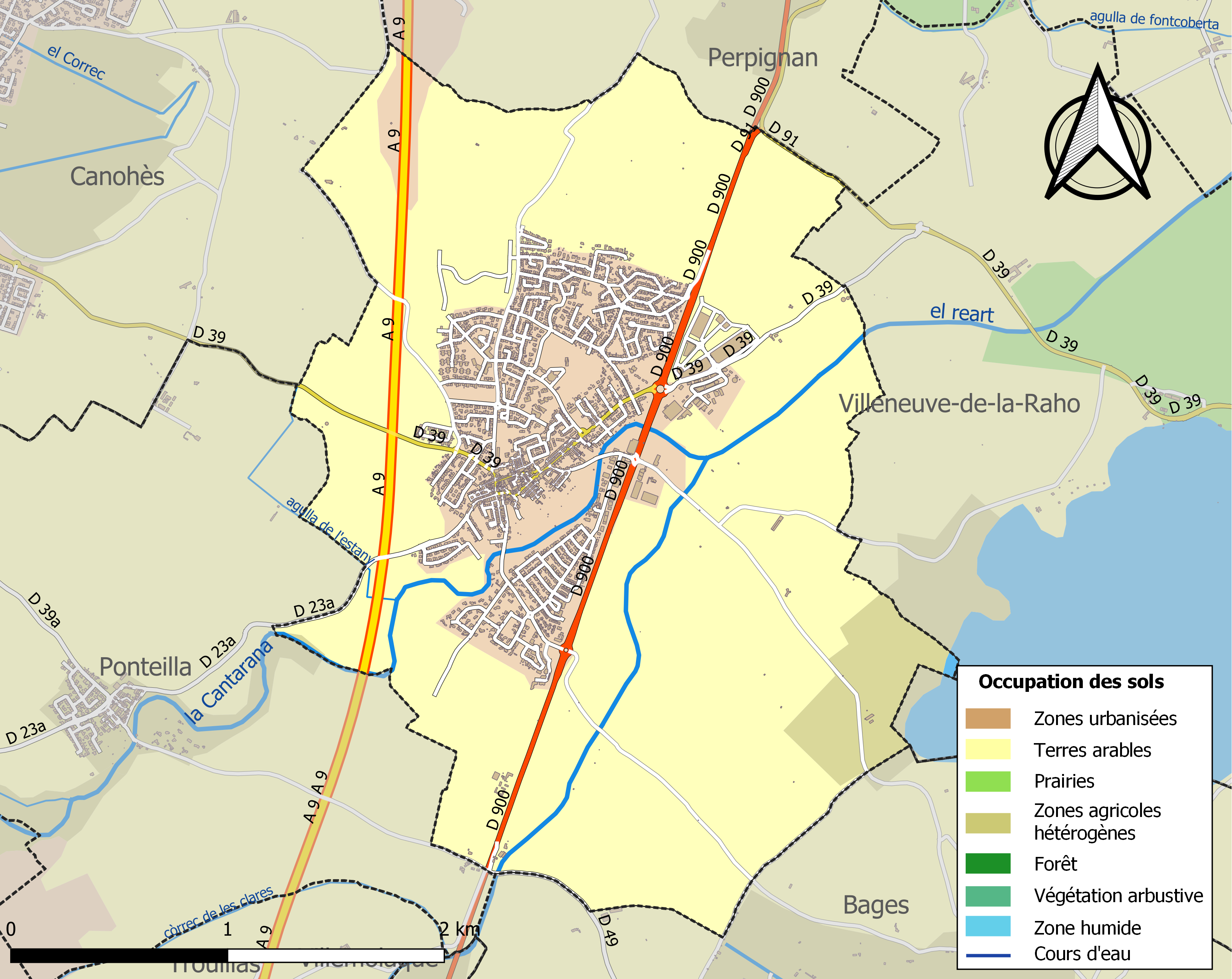
Carte des infrastructures et de l'occupation des sols de la commune en 2018 (CLC).

### Voies de communication et transports
Bus
Depuis son entrée dans la Métropole Perpignan Méditerranée en 2003, la Ville de Pollestres bénéficie de son réseau de transports en commun. Elle est desservie par les lignes 15 et 20 du réseau urbain Sankéo, la reliant au centre de Perpignan.
Pollestres est également desservie par les lignes 530 (Arles-sur-Tech - Gare de Perpignan) et 573 (Brouilla - Gare de Perpignan) du réseau régional liO.

### Risques majeurs
Le territoire de la commune de Pollestres est vulnérable à différents aléas naturels : inondations, climatiques (grand froid ou canicule), mouvements de terrains et séisme (sismicité modérée). Il est également exposé à un risque technologique, le transport de matières dangereuses, et à un risque particulier, le risque radon,.

#### Risques naturels
Certaines parties du territoire communal sont susceptibles d’être affectées par le risque d’inondation par crue torrentielle de cours d'eau du bassin du Réart. La commune fait partie du territoire à risques importants d'inondation (TRI) de Perpignan-Saint-Cyprien, regroupant 43 communes du bassin de vie de l'agglomération perpignanaise, un des 31 TRI qui ont été arrêtés le 12 décembre 2012 sur le bassin Rhône-Méditerranée. Des cartes des surfaces inondables ont été établies pour trois scénarios : fréquent (crue de temps de retour de 10 ans à 30 ans), moyen (temps de retour de 100 ans à 300 ans) et extrême (temps de retour de l'ordre de 1 000 ans, qui met en défaut tout système de protection),.
Les mouvements de terrains susceptibles de se produire sur la commune sont soit des mouvements liés au retrait-gonflement des argiles, soit des glissements de terrains. Une cartographie nationale de l'aléa retrait-gonflement des argiles permet de connaître les sols argileux ou marneux susceptibles vis-à-vis de ce phénomène.
Ces risques naturels sont pris en compte dans l'aménagement du territoire de la commune par le biais d'un plan de prévention des risques inondations.

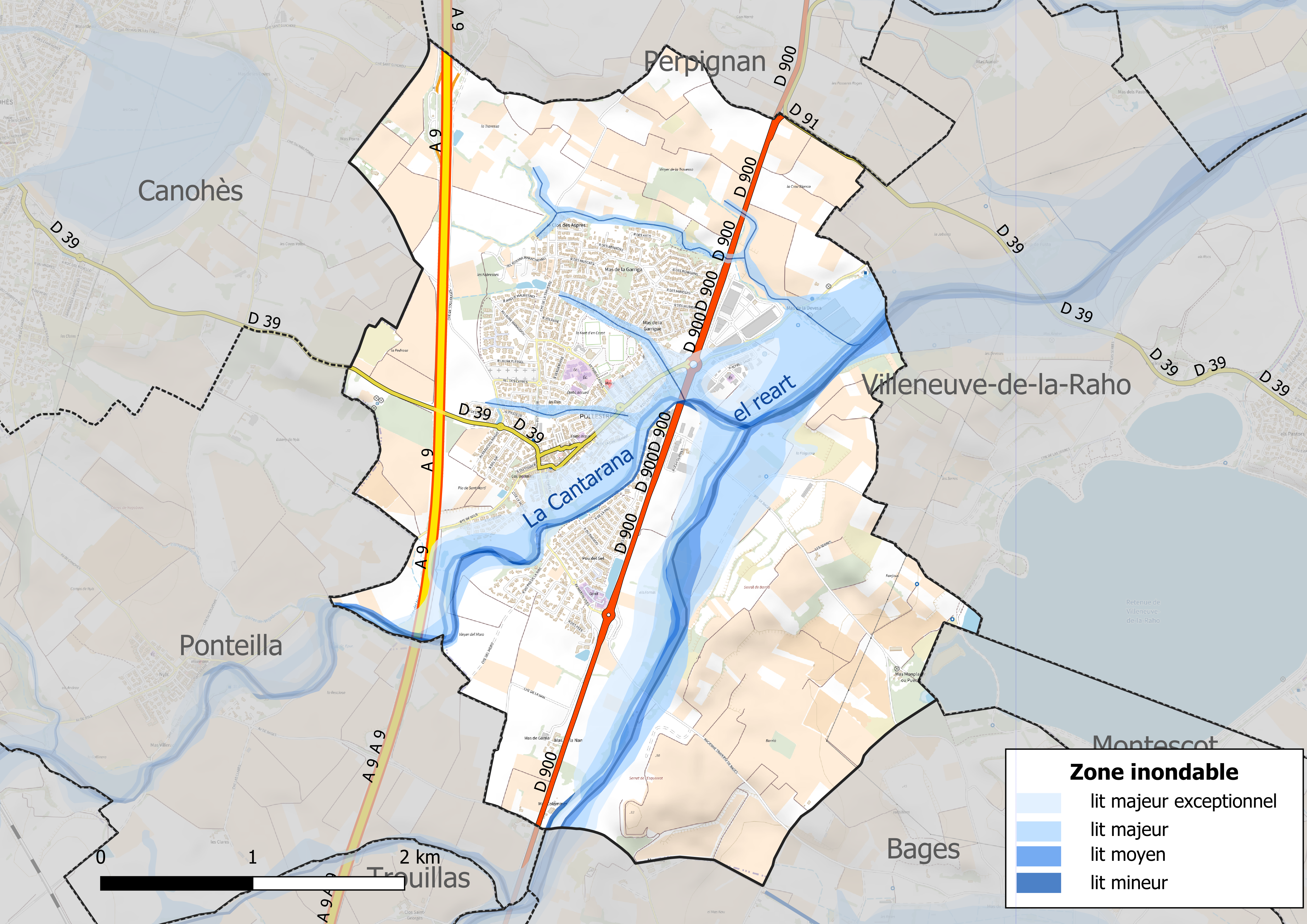
Carte des zones inondables.
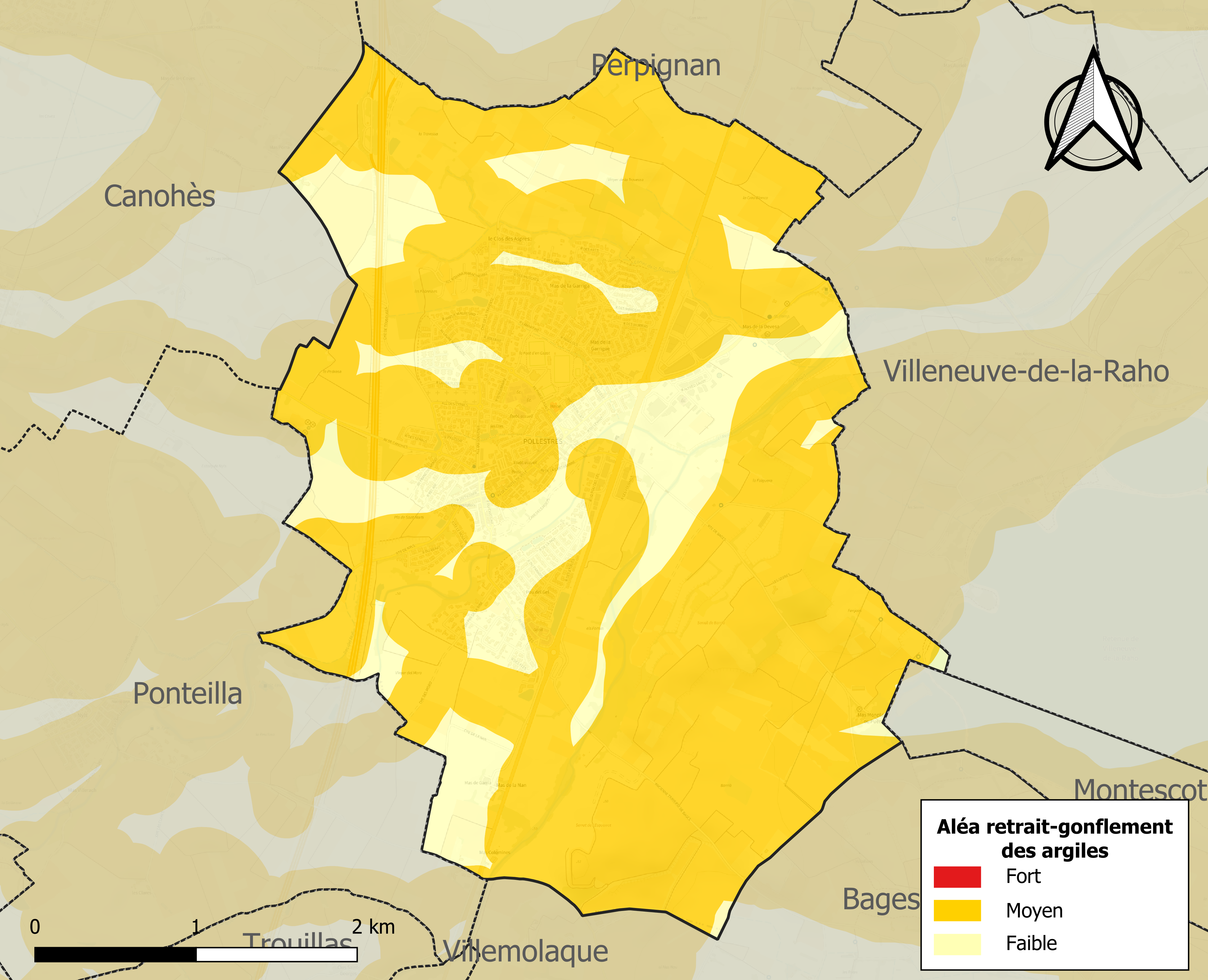
Carte des zones d'aléa retrait-gonflement des argiles.

#### Risques technologiques
Le risque de transport de matières dangereuses sur la commune est lié à sa traversée par une route à fort trafic et une canalisation de transport de gaz. Un accident se produisant sur de telles infrastructures est en effet susceptible d’avoir des effets graves au bâti ou aux personnes jusqu’à 350 m, selon la nature du matériau transporté. Des dispositions d’urbanisme peuvent être préconisées en conséquence.

#### Risque particulier
Dans plusieurs parties du territoire national, le radon, accumulé dans certains logements ou autres locaux, peut constituer une source significative d’exposition de la population aux rayonnements ionisants. Toutes les communes du département sont concernées par le risque radon à un niveau plus ou moins élevé. Selon la classification de 2018, la commune de Pollestres est classée en zone 2, à savoir zone à potentiel radon faible mais sur lesquelles des facteurs géologiques particuliers peuvent faciliter le transfert du radon vers les bâtiments.

## Toponymie
En catalan, le nom de la commune est Pollestres, toponyme peut-être issu du mot catalan pollastre (poulet).

## Histoire
l'origine la plus probable semble être un nom domanial du latin "Pollastra" : poulette, sur nom romain fréquent. On trouve au IXe siècle : Villa Rasti, Raste, Polestros. Et à partir du XIe siècle : Pollestres

## Politique et administration

### Canton
À compter des élections départementales de 2015, la commune est incluse dans le nouveau canton des Aspres.

### Liste des maires
| Période          | Période     | Identité              | Étiquette            | Qualité |
| ---------------- | ----------- | --------------------- | -------------------- | --- |
| 2 septembre 1944 | mars 1977   | Albert Aliès          |                      | |
| mars 1977        | mars 1989   | Jacky Pugnet          | PCF                  | |
| mars 1989        | juin 1995   | René-Louis Fayaud     | GE                   | |
| 19 juin 1995     | 25 mai 2020 | Daniel Mach           | UDF puis UMP puis LR | Président de la fédération UMP des Pyrénées-Orientales Secrétaire national LR à l'Énergie et aux Transports Député (2002-2012) 4e vice-président de Perpignan Méditerranée Métropole |
| 25 mai 2020      | En cours    | Jean-Charles Moriconi |                      | |

## Population et société

### Démographie ancienne
La population est exprimée en nombre de feux (f) ou d'habitants (H).
| 1358 | 1365 | 1378 | 1515 | 1553 | 1643 | 1709 | 1720 | 1730 |
| ---- | ---- | ---- | ---- | ---- | ---- | ---- | ---- | ---- |
| 33 f | 31 f | 16 f | 12 f | 4 f  | 11 f | 39 f | 45 f | 36 f |

| 1767  | 1774 | 1789 | 1790  | - | - | - | - | - |
| ----- | ---- | ---- | ----- | - | - | - | - | - |
| 117 H | 36 f | 44 f | 104 H | - | - | - | - | - |

### Démographie contemporaine
L'évolution du nombre d'habitants est connue à travers les recensements de la population effectués dans la commune depuis 1793. Pour les communes de moins de 10 000 habitants, une enquête de recensement portant sur toute la population est réalisée tous les cinq ans, les populations de référence des années intermédiaires étant quant à elles estimées par interpolation ou extrapolation. Pour la commune, le premier recensement exhaustif entrant dans le cadre du nouveau dispositif a été réalisé en 2006.

En 2022, la commune comptait 5 489 habitants, en évolution de +14 % par rapport à 2016 (Pyrénées-Orientales : +3,92 %, France hors Mayotte : +2,11 %).
| 1793 | 1800 | 1806 | 1821 | 1831 | 1836 | 1841 | 1846 | 1851 |
| ---- | ---- | ---- | ---- | ---- | ---- | ---- | ---- | ---- |
| 128  | 128  | 186  | 252  | 282  | 266  | 298  | 317  | 357  |

| 1856 | 1861 | 1866 | 1872 | 1876 | 1881 | 1886 | 1891 | 1896 |
| ---- | ---- | ---- | ---- | ---- | ---- | ---- | ---- | ---- |
| 370  | 373  | 406  | 436  | 579  | 671  | 720  | 771  | 834  |

| 1901 | 1906  | 1911  | 1921 | 1926 | 1931 | 1936 | 1946 | 1954 |
| ---- | ----- | ----- | ---- | ---- | ---- | ---- | ---- | ---- |
| 951  | 1 023 | 1 027 | 988  | 901  | 869  | 839  | 759  | 851  |

| 1962 | 1968  | 1975  | 1982  | 1990  | 1999  | 2006  | 2011  | 2016  |
| ---- | ----- | ----- | ----- | ----- | ----- | ----- | ----- | ----- |
| 859  | 1 006 | 1 450 | 2 433 | 3 019 | 3 623 | 3 884 | 4 565 | 4 815 |

| 2021  | 2022  | - | - | - | - | - | - | - |
| ----- | ----- | - | - | - | - | - | - | - |
| 5 402 | 5 489 | - | - | - | - | - | - | - |

| selon la population municipale des années : | 1968 | 1975 | 1982 | 1990 | 1999 | 2006 | 2009 | 2013 |
| Rang de la commune dans le département      | 56   | 44   | 27   | 27   | 23   | 24   | 24   | 23   |
| Nombre de communes du département           | 232  | 217  | 220  | 225  | 226  | 226  | 226  | 226  |

### Enseignement
La ville comporte une école maternelle publique, d'un effectif de 195 élèves (2016) et une école élémentaire publique, d'un effectif de 350 élèves (2020).

### Manifestations culturelles et festivités
- Fête patronale : Quasimodo[41] ;
- Fête communale : Saint Gaudérique (16 octobre)[41].

### Santé
- Pollestres abrite le siège de l'APESAC (Aide aux Parents d'Enfant souffrant du Syndrome de l'Anticonvulsivant)[42] association nationale agréée par le Ministère de la Santé, reconnu d'intérêt général aidant les familles victimes de la Dépakine. Son but est d'informer clairement des risques des antiépileptiques pendant la grossesse chez les femmes en âge de procréer afin qu'elles puissent agir en connaissance de cause. Elle gère aujourd'hui plus 7 500 victimes sur tout le territoire national.

### Social

#### Association caritative

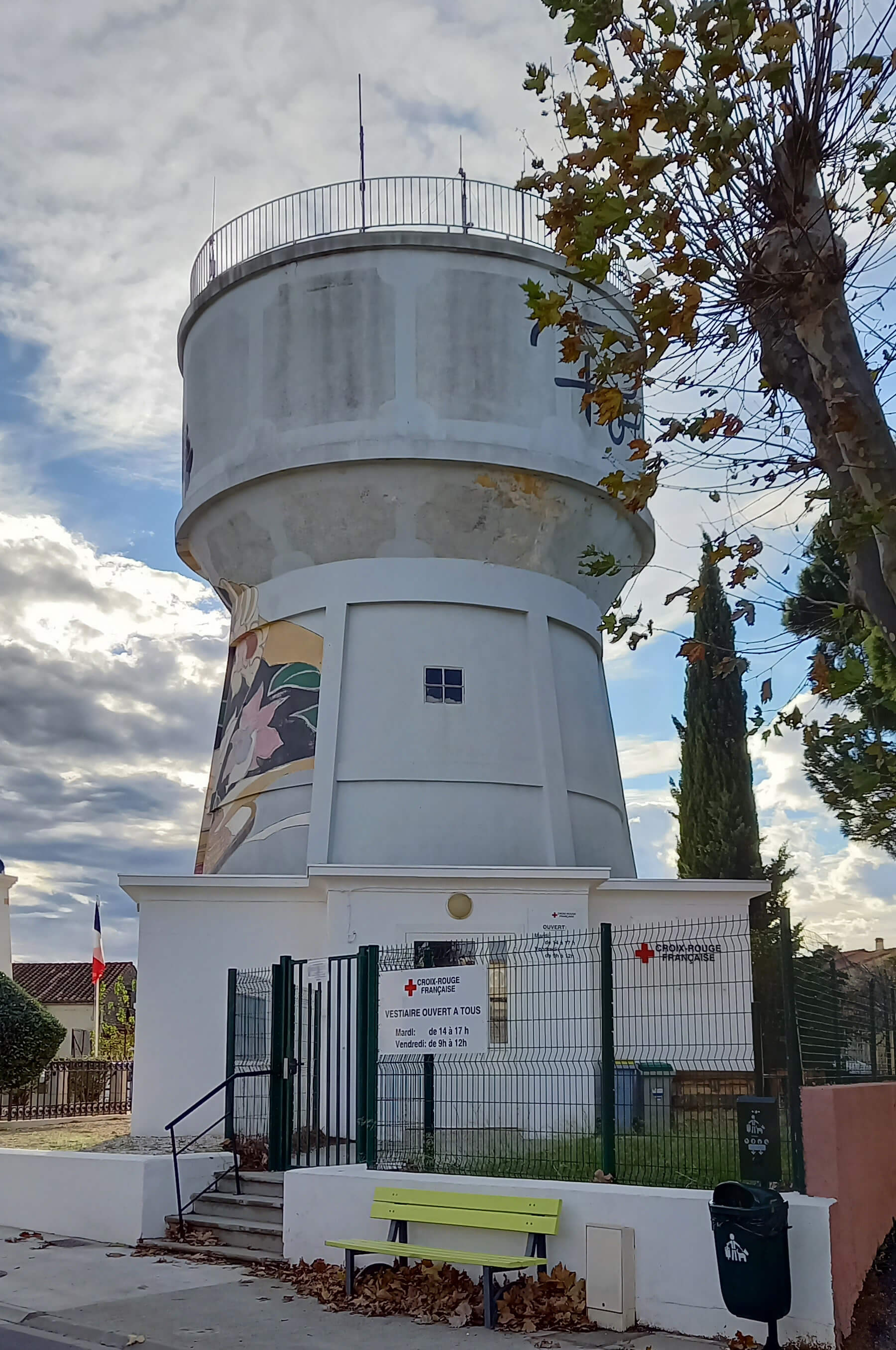
L'ancien château d'eau, occupé par la Croix-Rouge.

- La Croix-Rouge est présente depuis 2000. Elle occupe l'ancien château d'eau proposant notamment un vestiaire et la distribution alimentaire.[réf. nécessaire]

### Sports
- Un club de gymnastique rythmique créé en 2017[43].

## Économie

### Revenus
En 2018, la commune compte 2 145 ménages fiscaux, regroupant 5 047 personnes. La médiane du revenu disponible par unité de consommation est de 20 570 € (19 350 € dans le département). 49 % des ménages fiscaux sont imposés (42,1 % dans le département).

### Emploi
|                | 2008   | 2013   | 2018   |
| -------------- | ------ | ------ | ------ |
| Commune        | 8,1 %  | 8,9 %  | 10,7 % |
| Département    | 10,3 % | 12,9 % | 13,3 % |
| France entière | 8,3 %  | 10 %   | 10 %   |

En 2018, la population âgée de 15 à 64 ans s'élève à 3 030 personnes, parmi lesquelles on compte 75,6 % d'actifs (64,9 % ayant un emploi et 10,7 % de chômeurs) et 24,4 % d'inactifs,. En  2018, le taux de chômage communal (au sens du recensement) des 15-64 ans est inférieur à celui du département, mais supérieur à celui de la France, alors qu'en 2008 il était inférieur à celui de la France.
La commune fait partie de la couronne de l'aire d'attraction de Perpignan, du fait qu'au moins 15 % des actifs travaillent dans le pôle,. Elle compte 1 039 emplois en 2018, contre 928 en 2013 et 869 en 2008. Le nombre d'actifs ayant un emploi résidant dans la commune est de 1 989, soit un indicateur de concentration d'emploi de 52,2 % et un taux d'activité parmi les 15 ans ou plus de 57,9 %.
Sur ces 1 989 actifs de 15 ans ou plus ayant un emploi, 440 travaillent dans la commune, soit 22 % des habitants. Pour se rendre au travail, 87,4 % des habitants utilisent un véhicule personnel ou de fonction à quatre roues, 2,8 % les transports en commun, 5,8 % s'y rendent en deux-roues, à vélo ou à pied et 4 % n'ont pas besoin de transport (travail au domicile).

### Activités hors agriculture

#### Secteurs d'activités
404 établissements sont implantés  à Pollestres au 31 décembre 2019. Le tableau ci-dessous en détaille le nombre par secteur d'activité et compare les ratios avec ceux du département,.
| Secteur d'activité                                                                                        | Commune | Commune | Département |
| Secteur d'activité                                                                                        | Nombre  | %       | %           |
| --- | ------- | ------- | ----------- |
| Ensemble                                                                                                  | 404     | 100 %   | (100 %)     |
| Industrie manufacturière, industries extractives et autres                                                | 22      | 5,4 %   | (8,7 %)     |
| Construction                                                                                              | 88      | 21,8 %  | (14,3 %)    |
| Commerce de gros et de détail, transports, hébergement et restauration                                    | 91      | 22,5 %  | (30,5 %)    |
| Information et communication                                                                              | 14      | 3,5 %   | (1,9 %)     |
| Activités financières et d'assurance                                                                      | 8       | 2 %     | (3 %)       |
| Activités immobilières                                                                                    | 26      | 6,4 %   | (6,2 %)     |
| Activités spécialisées, scientifiques et techniques et activités de services administratifs et de soutien | 56      | 13,9 %  | (13 %)      |
| Administration publique, enseignement, santé humaine et action sociale                                    | 60      | 14,9 %  | (13,9 %)    |
| Autres activités de services                                                                              | 39      | 9,7 %   | (8,5 %)     |

Le secteur du commerce de gros et de détail, des transports, de l'hébergement et de la restauration est prépondérant sur la commune puisqu'il représente 22,5 % du nombre total d'établissements de la commune (91 sur les 404 entreprises implantées  à Pollestres), contre 30,5 % au niveau départemental.

#### Entreprises et commerces
Les cinq entreprises ayant leur siège social sur le territoire communal qui génèrent le plus de chiffre d'affaires en 2020 sont : 
- Lilone, supermarchés (18 904 k€)
- Mayrale, commerce de détail de quincaillerie, peintures et verres en grandes surfaces (400 m² et plus) (6 176 k€)
- Az Incendie, commerce de gros (commerce interentreprises) de fournitures et équipements industriels divers (1 647 k€)
- Auto Pieces 66, démantèlement d'épaves (1 571 k€)
- Aulofor, commerce d'alimentation générale (1 250 k€)

### Agriculture
La commune est dans la « plaine du Roussillon », une petite région agricole occupant la bande côtière et une grande partie centrale du département des Pyrénées-Orientales. En 2020, l'orientation technico-économique de l'agriculture  sur la commune est la culture de fruits ou d'autres cultures permanentes.
|               | 1988  | 2000 | 2010 | 2020 |
| ------------- | ----- | ---- | ---- | ---- |
| Exploitations | 109   | 70   | 39   | 20   |
| SAU (ha)      | 1 094 | 739  | 470  | 167  |

Le nombre d'exploitations agricoles en activité et ayant leur siège dans la commune est passé de 109 lors du recensement agricole de 1988  à 70 en 2000 puis à 39 en 2010 et enfin à 20 en 2020, soit une baisse de 82 % en 32 ans. Le même mouvement est observé à l'échelle du département qui a perdu pendant cette période 73 % de ses exploitations,. La surface agricole utilisée sur la commune a également diminué, passant de 1094 ha en 1988 à 167 ha en 2020. Parallèlement la surface agricole utilisée moyenne par exploitation a baissé, passant de 10 à 8 ha.

## Culture locale et patrimoine

### Monuments et lieux touristiques
- L'église Saint-Martin de Pollestres : église romane des XIe siècle et XIIe siècle, modifiée au XVe siècle ( Inscrit MH (1973)[49]) ;
- La Cellera : enceinte fortifiée du village, datant du Moyen Âge ;
- Le Castell : imposant édifice composé d’un corps de bâtiment massif, flanqué de deux tours diagonalement opposées, situé au 1 et 3 rue du château ;
- À l'entrée de la ville, réplique de la statue de l'Europe Unity in Peace de Bruxelles par Bernard Romain[50].

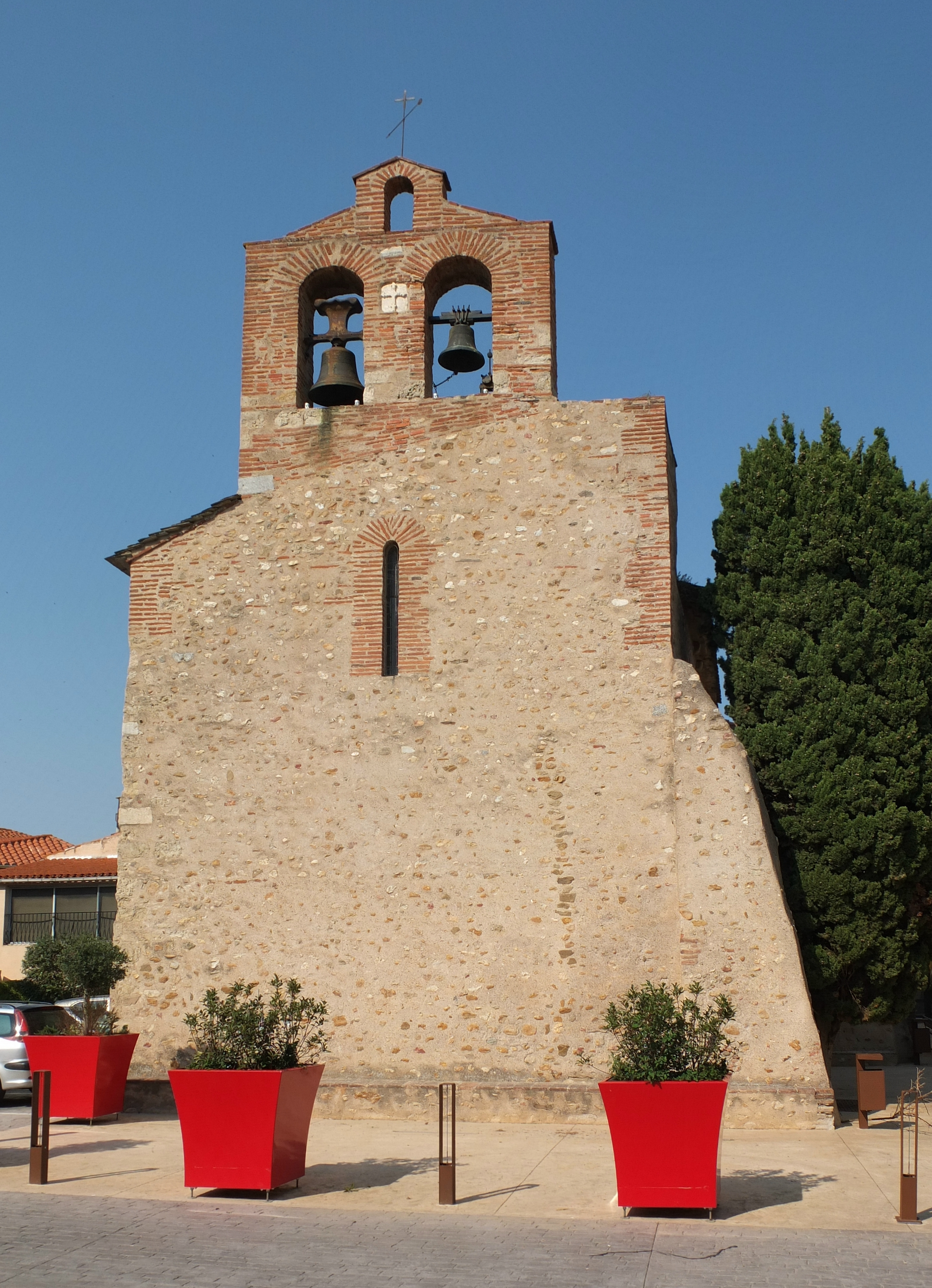
L'église Saint-Martin.
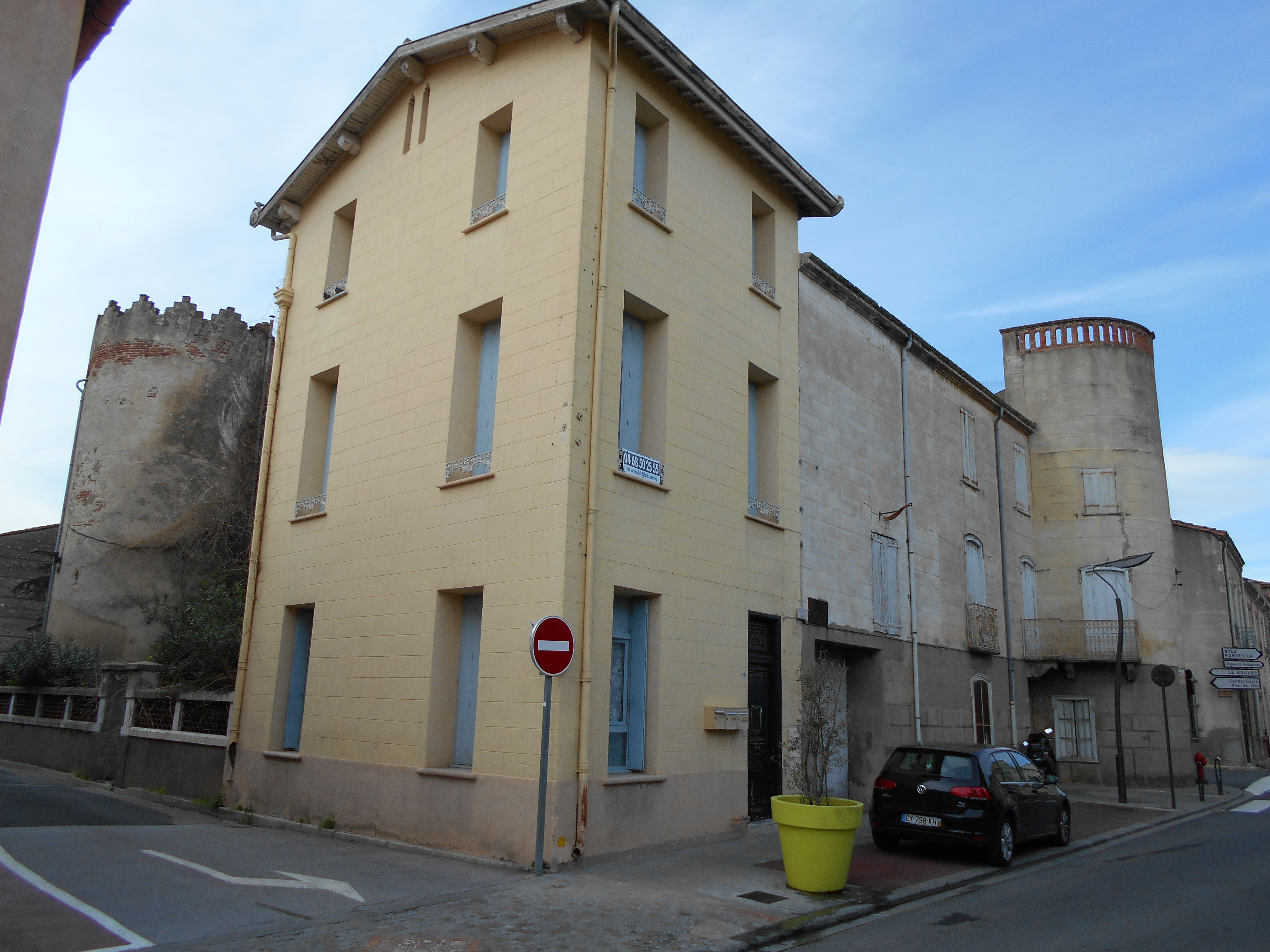
Le Castell.
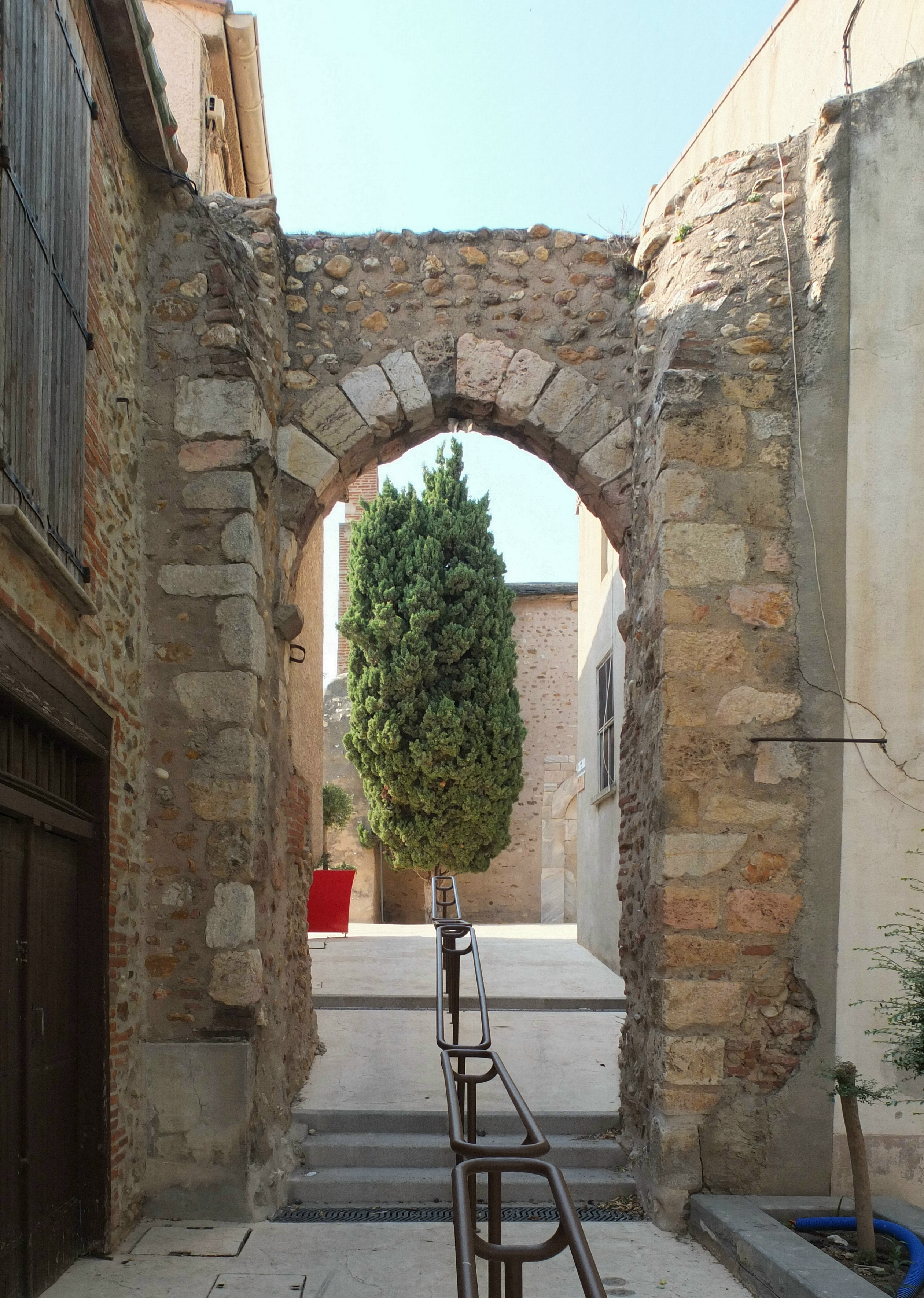
Porte de la ville médiévale.

### Personnalités liées à la commune
- Joseph Amilhat (1888-1954) : joueur de rugby à XV né à Pollestres, champion de France avec l'Association sportive perpignanaise en 1914.
- Marine Martin (1972-) : lanceuse d'Alerte du scandale de la Dépakine, présidente de l'APESAC[42] basée à Pollestres.
- Frédéric Molas (1982-) : vidéaste et streamer, connu pour l'émission Joueur du Grenier, spécialisé dans le test de jeux vidéo rétro. Les premiers épisodes ont été tournés dans une maison de la commune.

### Héraldique
| Blason de Pollestres | Blason  | D'or au coq de gueules, tenant dans son bec un rameau de sinople. |
| Blason de Pollestres | Détails | Le statut officiel du blason reste à déterminer.                  |